# روبرت ماسترز
روبرت ماسترز (بالإنجليزية: Robert Masters)‏ هو سياسي نيوزلندي، ولد في 15 يونيو 1879، وتوفي في 29 يونيو 1967. حزبياً، نشط في الحزب الليبيرالي النيوزيلندي. وقد انتخب وزير التعليم ‏ وانتخب عضو مجلس النواب النيوزيلندي.